# The Great Cold Distance: Live in Bulgaria with the Orchestra of State Opera - Plovdiv
The Great Cold Distance è il quarto album dal vivo del gruppo musicale svedese Katatonia, pubblicato il 5 maggio 2017 dalla Peaceville Records.

## Descrizione
Originariamente pubblicato all'interno della riedizione deluxe del settimo album The Great Cold Distance, il disco contiene l'intera esecuzione del suddetto album tenuta dal gruppo al teatro romano di Plovdiv, durante la quale sono stati accompagnati dalla Plovdiv Philharmonic Orchestra, condotta da Levon Manukyan

## Tracce
Testi di Jonas Renkse, musiche di Anders Nyström e Jonas Renkse, eccetto dove indicato.
1. Leaders – 4:42
2. Deliberation – 4:16 (musica: Anders Nyström, Jonas Renkse, Fredrik Norrman)
3. Soil's Song – 4:38
4. My Twin – 4:01
5. Consternation – 4:01
6. Follower – 4:58
7. Rusted – 4:40
8. Increase – 4:39
9. July – 5:00
10. In the White – 5:33
11. The Itch – 5:20
12. Journey Through Pressure – 5:09

## Formazione
Gruppo
- Jonas Renkse – voce
- Anders Nyström – chitarra, cori
- Roger Öjersson – chitarra, cori
- Niklas Sandin – basso
- Daniel Moilanen – batteria

Altri musicisti
- Levon Manukyan – composizione e direzione orchestra
- George Miltiyadoff – composizione e direzione orchestra
- Orchestra of the State Opera - Plovdiv – orchestra

Produzione
- Anders Nyström – produzione
- Jonas Renkse – produzione
- Bruce Soord – missaggio
- Steve Kitch – mastering